# Quý Châu Mao Đài
Mao Đài Quý Châu (Kweichow Moutai Co.,Ltd) là một doanh nghiệp Trung Quốc chuyên sản xuất và bán rượu Mao Đài, cùng với sản xuất và kinh doanh đồ uống, thực phẩm và vật liệu đóng gói, phát triển công nghệ chống hàng giả, nghiên cứu và phát triển các sản phẩm công nghệ thông tin có liên quan.
Cổ phiếu hạng A của nó đã được niêm yết tại Sở giao dịch chứng khoán Thượng Hải năm 2001. Đây là một trong số ít các công ty niêm yết của Trung Quốc có giá cổ phiếu vượt quá 100 Nhân dân tệ. Giá cổ phiếu đạt 803,5 Nhân dân tệ vào năm 2018.
Mao Đài Quý Châu là một công ty con của Tập đoàn Mao Đài Quý Châu, do đó thuộc sở hữu Guizhou Provincial People's Government.
Đây là công ty rượu có giá trị nhất thế giới, vượt qua Diageo vào tháng 4 năm 2017.

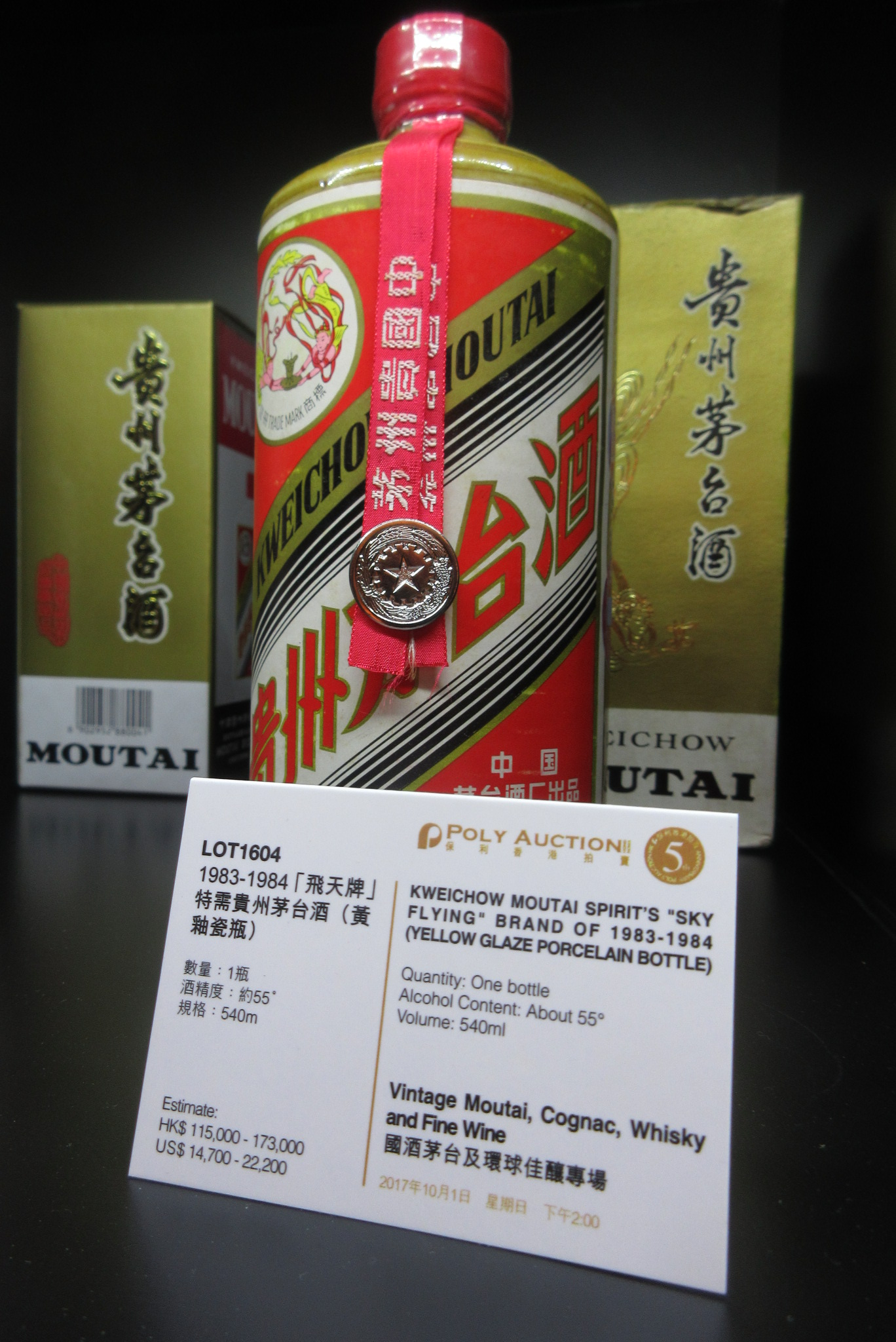
chai Mao Đài